# Георгій Таргамадзе
Георгій Таргамадзе (груз. გიორგი თარგამაძე) — грузинський політик і журналіст. Лідер грузинської партії Християнсько-Демократичний рух. З 2003 року по 2008 рік очолював дирекцію суспільно-політичних програм грузинського телеканалу «Імеді». Був автором і ведучим програми «Дроеба». У 1999—2003 роках був депутатом парламенту Грузії, очолював фракцію «Єдина Грузія» партії лідера Аджарії Аслана Абашидзе «Союз демократичного відродження». До цього обіймав посаду керівника аджарського телебачення і прес-служби Абашидзе.

## Біографія
Георгій Таргамадзе народився 22 листопада 1973 року. Закінчив факультет журналістики Тбіліського державного університету. У 1991 році став провідним журналістом інформаційної служби першої незалежної грузинської телекомпанії «Ибервизия». У 1992 році був запрошений президентом Аджарії Асланом Абашидзе в Батумі, ставши керівником державного телебачення Аджарської автономії. Також очолював прес-службу Абашидзе.
У 1999 році Таргамадзе був обраний у парламент Грузії від Дидубийского району Тбілісі. У парламенті очолював фракцію «Єдина Грузія» партії Абашидзе «Союз демократичного відродження». Одночасно Таргамадзе керував Тбіліської організацією цієї партії.
У квітні 2003 року Таргамадзе заявив, що здає депутатський мандат, покидає «Союз демократичного відродження» і повертається в журналістику. Своє рішення Таргамадзе назвав політичним, але обумовленим людським і моральними факторами. Більш докладних причин свого відходу Таргамадзе не називав. Разом з тим він публічно подякував Абашидзе за те, що той «привів його в політику». На думку деяких спостерігачів, причиною відходу Таргамадзе стали внутрішньопартійні розбіжності між ним і Абашидзе, які почалися ще восени 2002 року, коли глава Аджарії вирішив відсторонити Таргамадзе від керівництва Тбіліським відділенням партії.
У 2003 році Таргамадзе очолив дирекцію суспільно-політичних програм телеканалу «Імеді», що належав комерсанту Бадрі Патаркацишвілі. Крім того, Таргамадзе став ведучим авторської інформаційно-аналітичної передачі «Дроеба» («Час»), одного з найпопулярніших на грузинському телебаченні. Спостерігачі відзначали, що навіть після відсторонення від влади в результаті «революції троянд» осені 2003 року Едуарда Шеварднадзе і обрання президентом Михайла Саакашвілі «Імеді», на відміну від державного каналу «Руставі-2», зберіг опозиційність. У жовтні 2007 року Патаркацишвілі передав американської компанії News Corporation Руперта Мердока в управління на один рік акції «Імеді». Це рішення бізнесмен прийняв через те, що власті стали звинувачувати канал в упередженості.
7 листопада 2007 після розгону поліцією мітингу опозиції, «Імеді» припинила мовлення: будівля телекомпанії зайняв спецзагін МВС Грузії, після чого сигнал каналу був блокований. ЗМІ особливо відзначали, що в момент коли спецназ увірвався в студію, Таргамадзе в прямому ефірі попросив міжнародні організації дати оцінку тому, що відбувається. Також він зазначив, що телеканал не отримував до штурму ніяких повідомлень від правоохоронних структур. Спочатку повідомлялося, що Таргамадзе був затриманий. Однак згодом МВС спростувало ці відомості. 14 листопада 2007 року Тбіліський міський суд за клопотанням прокуратури призупинив ліцензію «Імеді» і наклав арешт на її майно. Свою вимогу прокуратура обґрунтувала тим, що канал нібито вів «антидержавну діяльність».
11 грудня 2007 року Таргамадзе повідомив, що на наступний день «Імеді» повернеться в ефір, знову стане виходити інформаційна програма «Хроніка». 12 грудня мовлення телекомпанії було відновлено.
12 січня 2008 року Таргамадзе заявив про те, що вирішив піти з телекомпанії «Імеді». При цьому він заявив, що з вини власників телекомпанії, зокрема News Corporation, «Імеді» не може нормально говорити. 25 січня представник Генпрокуратури Грузії повідомив про арешт майна «Імеді». Прокуратура зв'язала арешт з кримінальною справою, порушеною стосовно Патаркацишвілі. Комерсант був звинувачений «у змові з метою повалення державної влади».
6 лютого 2008 року Таргамадзе повідомив про заснування ним політичної партії Християнсько-Демократичний рух. 21 травня 2008 року в Грузії відбулися вибори до парламенту. 5 червня ЦВК оприлюднив остаточні підсумки, згідно з якими очолювана Саакашвілі партія «Національний рух» отримала близько 119 з 150 мандатів в майбутньому парламенті. Половина депутатів обиралася за мажоритарною системою, інша половина — за пропорційною. Кандидати правлячої партії виграли у 71 мажоритарному окрузі. Два мандати отримала об'єднана опозиція, а ще два — Республіканська партія Давида Усупашвілі. За пропорційною системою Об'єднана опозиція зайняла в цілому 17 місць у парламенті, Християнсько-демократичний рух Таргамадзе, що набрало 8,66 відсотка голосів, отримало 6 мандатів, також шість депутатських крісел відійшло Лейбористської партії. Інші партії, що брали участь у виборах, не подолали 5-відсотковий прохідний поріг. Представники опозиційних партій не погодилися з оголошеними результатами.
6 червня 2008 року стало відомо, що Таргамадзе вирішив не підтримувати зроблений рядом опозиційних депутатів бойкот новообраного парламенту однак разом з лідерами інших опозиційних партій вирішив не брати участь у першому засіданні парламенту на знак протесту проти порушень під час проведення виборів.
У серпні 2008 року у відповідь на визнання Росією незалежності Абхазії і Південної Осетії після російсько-грузинського конфлікту, Таргамадзе заявив, що Москва «кинула відвертий виклик світовому порядку». На його думку, тільки жорстка оцінка дій Росії світовою спільнотою могла б дозволити вийти з створила положення. «Якщо Захід поставиться до цього більш-менш лояльно, це викличе хаос і протистояння у світі», — додав він. У вересні 2008 року Християнсько-демократичний рух запропонувало розглянути законопроєкт про оголошення православ'я офіційною державною релігією в Грузії. Таргамадзе заявив, що фактор Грузинської православної церкви «був вирішальним в період війни, і визнання вже можна вважати доконаним фактом, з яким необхідно тільки оформлення на папері». Але незважаючи на впевненість Таргамадзе в успіху, обговорення законопроєкту закінчилися безрезультатно. У липні 2011 року ХДР почало збирати підписи за внесення до конституції змін, що дозволяють оголосити православ'я офіційною релігією, однак так і не внесла пропозицію про подібні поправки до конституції.
14 червні 2011 року в ефірі грузинського телеканалу «Маестро» Таргамадзе оголосив про намір брати участь у президентських виборах 2013 року. Також він повідомив, що готовий боротися за крісло прем'єр-міністра після парламентських виборів у 2012 році.
6 жовтня 2011 року Таргамадзе виступив у політичному ток-шоу HARDtalk на британському телеканалі BBC World News, де крім іншого заявив, що Росія і Грузія повинні переглянути відносини один до одного і висловив надію на допомогу Європи у відновленні діалогу з Москвою. Крім того, він повідомив, що НАТО і ЄС, куди прагне вступити Грузія, символізують для його співгромадян «сильну сучасну армію для захисту миру в регіоні і вільну демократію з ринковою економікою, збалансованої політичною системою і соціальним ринковим господарством». Разом з тим, він виключив можливість вступу Грузії в Євразійський союз, а також поскаржився на проблеми з незалежністю судової системи і свободою преси в країні.
22 травня 2012 року Таргамадзе, виступаючи в парламенті, піддав критиці гей-парад, що пройшов у Тбілісі 17 травня і оголосив про те, що ХДР почне збір підписів за внесення до конституції поправок, підсилюють традиційні моральні цінності.